# Симфонический оркестр штата Мехико
Симфонический оркестр штата Мехико (исп. Orquesta Sinfónica del Estado de México) — мексиканский симфонический оркестр, основанный в 1971 г. под патронатом правительства штата Мехико. Базируется в городе Толука.
Оркестр широко гастролирует по стране, став первым из региональных симфонических коллективов, посетившим все 16 субъектов мексиканской федерации. В 1975 г. оркестр впервые выехал на гастроли в США, в 2002 г. — в Европу.
Среди записей оркестра — все симфонии Бетховена, Шумана, Брамса и Чайковского, музыка Верди и Россини, произведения испанских и мексиканских композиторов.

## Художественные руководители
- Энрике Батис (1971—1983)
- Мануэль Суарес (1983—1985)
- Эдуардо Диас Муньос (1985—1989)
- Энрике Батис (с 1989 г.)